# 4971 Hoshinohiroba
4971 Hoshinohiroba este un asteroid din centura principală, descoperit pe 30 ianuarie 1989 de Tetsuya Fujii și Kazuo Watanabe.